# Muzeum Techniki Wojskowej w Zabrzu
Muzeum Techniki Wojskowej im. Jerzego Tadeusza Widuchowskiego – muzeum powstało w listopadzie 2011 w wyniku przekształcenia ze stowarzyszenia Mała Armia „Grupa Śląsk” działającego od 1995.
W zbiorach muzeum znajdują się pojazdy wojskowe z okresu ludowego Wojska Polskiego jak i z okresu II wojny światowej, m.in.: 

- czołg T-34/85,
- T-72
- BTR-152,
- MT-LB,
- Kraz 255B,
- Star 266,
- Star 660,
- ZiS-150,
- UAZ 469
- Tarpan Honker
- BRDM-2 z wyrzutnią 9K31 Strela-1
- Wyrzutnia rakiet Newa
- Wyrzutnia rakiet Wołchow
- Armata dywizyjna ZIS-3
- Działo bezodrzutowe B-10
- MiG-21
- SU-20
- An-2

Wszystkie eksponaty są sukcesywnie kompletowane i przywracane do użytku. Obecnie (październik 2016) 90% pojazdów jest sprawnych technicznie.
Ekspozycja znajduje się na terenie Muzeum Techniki Wojskowej w Zabrzu przy ulicy Mochnackiego 12 w Zabrzu.